# 金時習
金 時習（きん じしゅう、キム・シスプ、朝鮮語:김시습、1435年 - 1493年）は 李氏朝鮮初期に活躍した文人。本貫は江陵金氏。端宗を排除して世祖が即位した癸酉靖難に憤慨して官職を辞職した生六臣の一人。
科挙に及第後は、世宗により才能を認められ重用された。癸酉靖難によって下野した後は、僧侶となって各地を放浪し、鴻山の無量寺で死去した。
明の瞿佑『剪灯新話』の影響を受けて作られた短篇小説集『金鰲新話』（きんごうしんわ）が知られる。

## 関連文献
- 早川智美『金鰲新話―訳注と研究』和泉書院〈研究叢書〉、2009年。
- 金素天「韓国史のなかの100人」明石書店 2002年